# 伊斯頓鎮區 (堪薩斯州萊文沃思縣)
伊斯頓鎮區（英語：Easton Township）為美國堪薩斯州萊文沃思縣轄下的鎮區。2010年美国人口普查中該鎮區人口有1,131人。

## 地理
伊斯頓鎮區涵蓋總面積為109.67平方（42.34平方英里），其中109.55平方（42.30平方英里）為陸地，0.12平方（0.046平方英里）或0.11%為水域。海拔高度302（991英尺）。

## 人口統計
根據2010年美國人口普查，伊斯頓鎮區人口有1,131人，住房455戶，人口密度為10.31人/每平方公里。此鎮區居民之種族中，白人有1,111人，非裔美國人有5人，美洲原住民有1人，亞裔美國人有3人，太平洋島裔美國人有0人，其他種族有0人，混血種族則有11人。此外此鎮區有13人為西班牙裔或拉丁裔美國人。

## 交通

### 主要公路
- 192號堪薩斯州州道